# Dolk
En dolk er en kort kniv med én eller to ægge der bruges som redskab eller stikvåben.
Ifølge den danske knivlov er det som udgangspunkt ulovligt at bære kniv på offentlige steder, medmindre der foreligger et anerkendelsesværdigt formål.
I stenalderen var økser og flækkeknive livsnødvendige, dolkene synes ikke at være anvendelige i det daglige arbejde. De havde en anden funktion. De var prestigegenstande, der blev brugt til at vise ejerens status. I dolktidens mandsgrave ligger dolkene ved bæltestedet.